# Super 1600

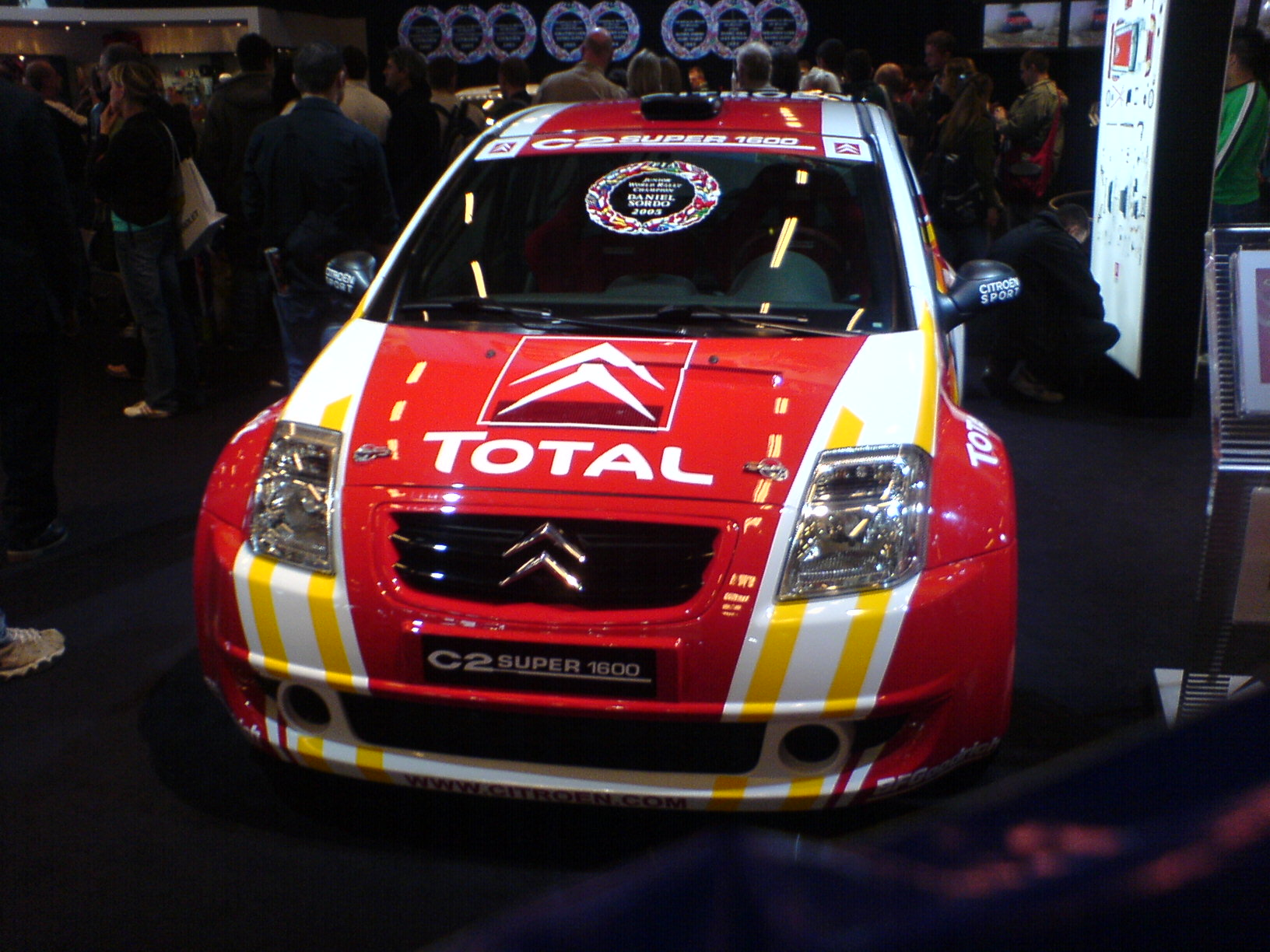
Citroën C2 campeón del JWRC en 2005, 2008 y 2009.

La categoría de vehículos de competición Super 1600, también conocidos como S1600, es un marco de especificaciones establecidas por la FIA para vehículos de carreras basados en coches de producción en serie. Se usa principalmente en el Campeonato Mundial de Rally Junior, así como en varios campeonatos nacionales de rally. Cualquier fabricante de automóviles que tenga un modelo de producción ajustado a las normas respectivas, puede desarrollar un vehículo para su uso en esta fórmula motor. Fue establecida por la FIA (el organismo internacional regulador del deporte motor) en el 2000 e hizo su primera participación en el 2001. La categoría Super 1600 tiene la intención de dar la oportunidad de entrar en el rally internacional a los pilotos jóvenes, especialmente dentro del Campeonato Mundial de Rally.

## Detalles técnicos

### Eligibilidad
La mayoría de los vehículos de rally aprobados por la FIA están basados en coches de producción, desde los Super 1600 hasta los World Rally Car. Esto requiere de un proceso de homologación, en el cual un coche de producción que cumpla con las normas básicas es modificado dentro de los límites de las regulaciones técnicas de la fórmula motor respectiva. Tales cambios pueden incluir partes modificadas o completamente nuevas en el motor, la caja de velocidades (o caja de cambios), la suspensión, etc. En la fórmula Super 1600, un coche "adecuado a las normas básicas" se define como un coche de pasajeros que tiene un eje de una sola tracción y un motor de 4 cilindros atmosférico (sin turbo) y una configuración de volumen máximo de 1640 cc. Al momento de la homologación, el auto debe estar o haber estado en la producción en serie.
El involucramiento directo de los constructores no es necesario para la homologación, ya que es común que los coches de producción sean modificados por equipos privados de construcción y equipos especialistas. Incluso algunos programas de desarrollo de los constructores originales son subcontratados con equipos experimentados. El Citroën C2 es un ejemplo de desarrollo interno, mientras que el Ford Fiesta fue desarrollado por el equipo M-Sport bajo contrato con Ford; el Opel Corsa fue desarrollado independientemente, sin el apoyo de GM.

### Modificaciones

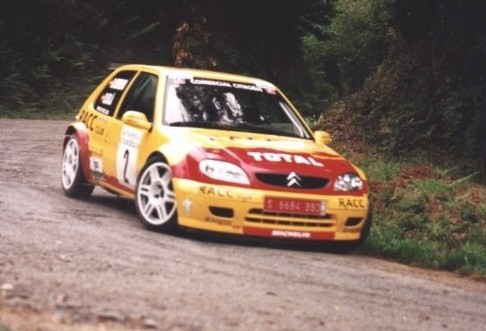
Dani Solà en el Rallye de Avilés 2001 a bordo de un Citroën Saxo S1600.

La caja de velocidades original del coche es reemplazada por una caja de transmisión manual con un máximo de seis velocidades de avance. El motor puede ser modificado (a excepción del bloque de cilindros y el cabezal) para producir un poder de salida máximo de 230 hp y el gas eliminado está sujeto a una restricción de ruido de 100 dB a 4500 rpm.
Igual que las especificaciones para los World Rally Car, los Super 1600 requieren que el cuerpo del auto sea seguro para competir, agregándole una jaula de seguridad. Algunas otras modificaciones específicas pueden hacerse para incrementar el ancho del diseño y mejorar su eficiencia aerodinámica. El peso del auto de competencia es reducido a un mínimo de 980 kg, con un límite mínimo de 920 kg si se usa un motor de sólo dos válvulas por cilindro. En muchos casos, esto representa de 50 a 100  kg. menos que el peso del auto producido en serie. El Citroën C2 de 1.6 L, por ejemplo, pesa 1084 kg.

## Homologaciones S1600
Esta tabla muestra los coches S1600 que han competido a nivel internacional.
| Marca      | Modelo                |
| ---------- | --------------------- |
| Alfa Romeo | Alfa Romeo 147 S1600  |
| Citroën    | Citroën Saxo S1600    |
| Citroën    | Citroën C2 S1600      |
| Fiat       | Fiat Punto S1600      |
| Fiat       | Fiat Palio S1600      |
| Ford       | Ford Fiesta S1600     |
| Ford       | Ford Puma S1600       |
| MG         | MG ZR S1600           |
| Opel       | Opel Corsa S1600      |
| Peugeot    | Peugeot 206 S1600     |
| Proton     | Proton Satria S1600   |
| Renault    | Renault Clio S1600    |
| Suzuki     | Suzuki Ignis S1600    |
| Suzuki     | Suzuki Swift S1600    |
| Volkswagen | Volkswagen Polo S1600 |